# Helena (Neumarkt in der Oberpfalz)

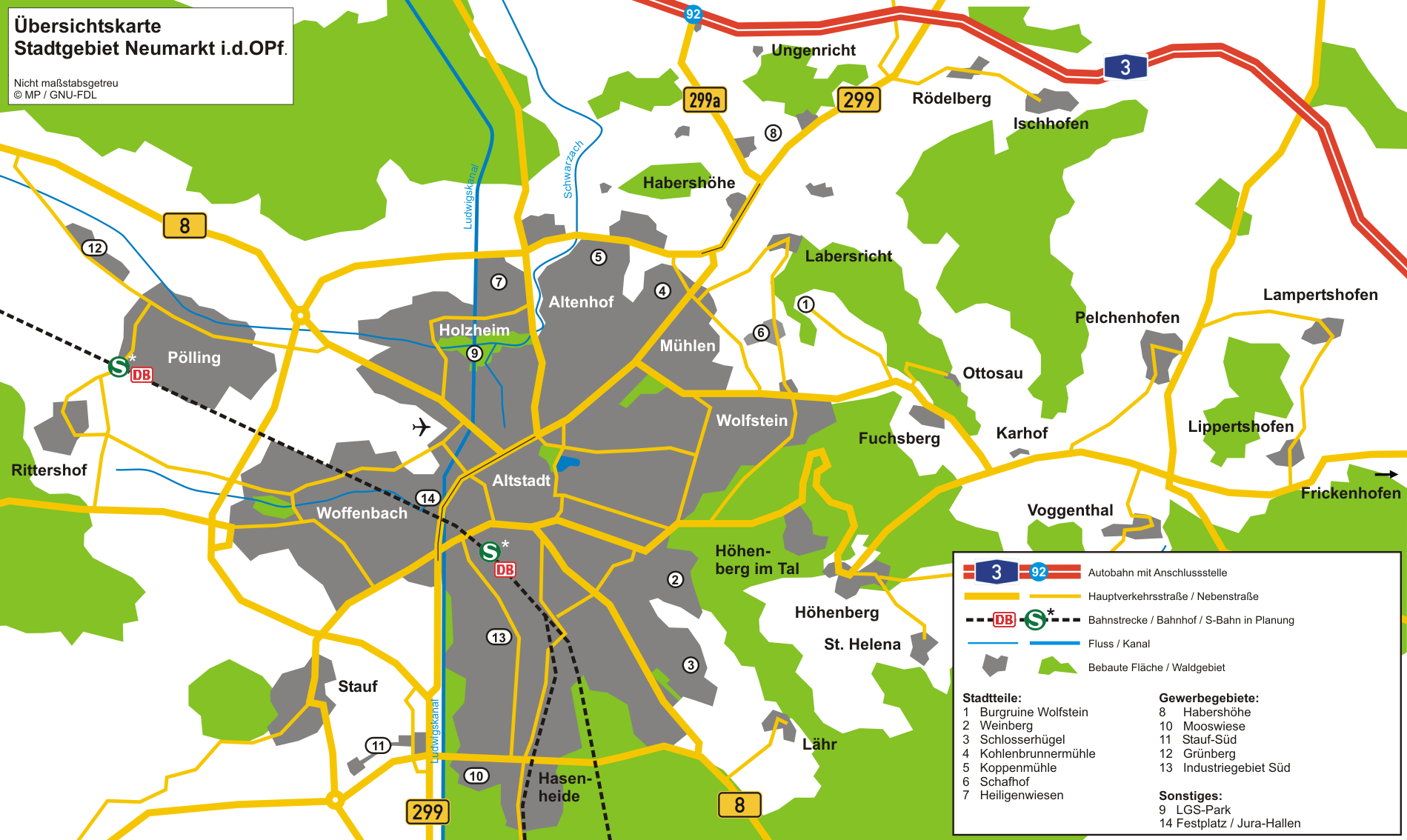
Stadtgebiet Neumarkt

Helena ist ein Gemeindeteil der Großen Kreisstadt Neumarkt in der Oberpfalz in Bayern.
Das Kirchdorf liegt südöstlich des Hauptortes Neumarkt in der Oberpfalz. Nördlich des Ortes verläuft die Staatsstraße 2240.

## Bauwerke

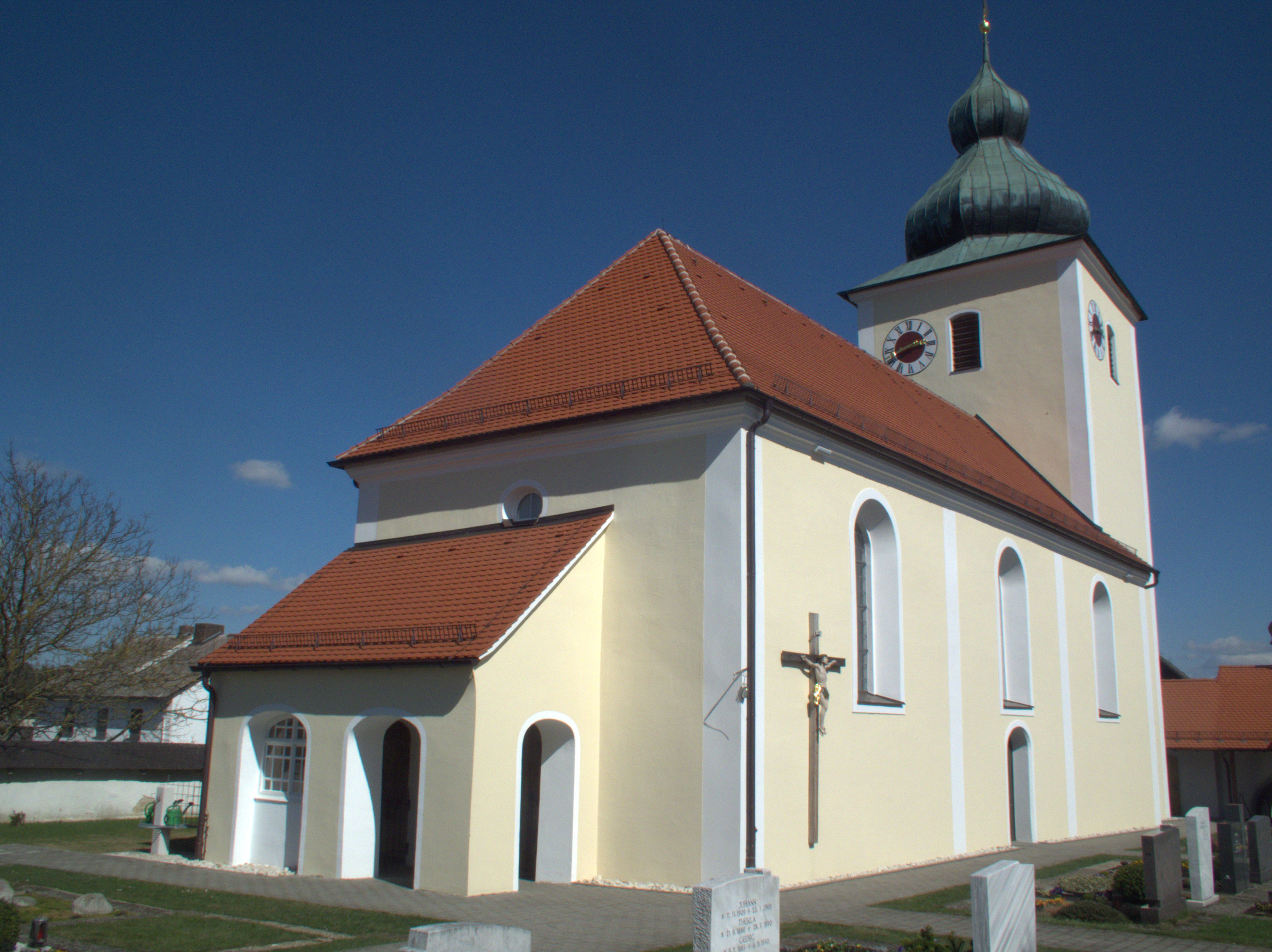
Katholische Filialkirche St. Helena (2012)

In der Liste der Baudenkmäler in Neumarkt in der Oberpfalz ist für Helena ein Baudenkmal aufgeführt:
- Die ursprünglich gotische katholische Filialkirche St. Helena ist ein Saalbau mit Chorturm, Walm- und Haubendach. Sie wurde im 18. Jahrhundert umgestaltet. Das westliche Torhaus, ein Walmdachbau mit offenem Dachstuhl, stammt aus dem 16./17. Jahrhundert.